# Новичі (зупинний пункт)
Но́вичі — пасажирський залізничний зупинний пункт Козятинської дирекції Південно-Західної залізниці розташований на двоколійній електрифікованій змінним струмом лінії Шепетівка — Бердичів.
Розташований у селі Новичі Шепетівського району Хмельницької області між станціями Хролин (6 км) та Полонне (19 км).
На зупинному пункті зупиняються приміські поїзди.